# آرائوکو (شیلی)
آرائوکو (به اسپانیایی: Arauco) یک شهرستان در شیلی است که در استان آرائوکو واقع شده‌است. آرائوکو ۹۵۶٫۱ کیلومتر مربع مساحت و ۳۴٬۹۰۲ نفر جمعیت دارد و ۱۲ متر بالاتر از سطح دریا واقع شده‌است.